# Imelda Staunton
Imelda Mary Philomena Bernadette Staunton CBE, zkráceně Imelda Staunton (* 9. ledna 1956 Londýn, Velká Británie) je britská herečka. K jejím významným rolím patří postava Dolores Jane Umbridgeové v sérii filmů o Harrym Potterovi.

## Život
Její matka byla kadeřnice a otec byl pomocný dělník při stavbách silnic. Oba její rodiče byli imigranti z irského hrabství Mayo. Oba byli katolíci. Chodila do katolické školy od sedmi do jedenácti let. Vdala se ve svých 35 letech za manžela (také herce) Jima Cartera . V roce 1993 porodila svou jedinou dceru.

## Kariéra
V roce 1976 si zahrála v britském divadelním představení Čekání na Godota. Dodnes je převážně divadelní herečka. Zahrála si i v seriálech, například v jednom z produkce Netflixu, The Crown, kde ztvárnila královnu Alžbětu II. Celosvětovou známost získala ve filmu Comrades (Soudruzi) z roku 1986. Zahrála si také ve snímku Vera Drake – Žena dvou tváří z roku 2004. Výraznou rolí byla Dolores Jane Umbridgeové. Mnozí z fanoušků Harryho Pottera její roli nesnášeli více než postavu Lorda Voldemorta. V novodobých filmech si ji fanoušci pamatují z filmu Zloba – Královna černé magie.